# Palais présidentiel de Yamoussoukro
Le palais présidentiel de Yamoussoukro est la résidence officielle du président de la république de Côte d'Ivoire à Yamoussoukro, capitale officielle de la Côte d'Ivoire. Il partage cette fonction avec le palais présidentiel d'Abidjan, à Abidjan, capitale économique et siège de la plupart des institutions administratives et politiques nationales du pays.
Il est l'œuvre de l'architecte Olivier-Clément Cacoub, fut construit à la demande du président-fondateur de la république de Côte d'Ivoire Félix Houphouët-Boigny. Il est constitué par un gigantesque bâtiment de six étages, entouré de maisons destinées à ses proches et à son personnel, entouré d'une enceinte de 22 km, sur le site originel de N'Gokro, le petit hameau de cases qui a vu naître le président Houphouët-Boigny. Bordé de la mare aux crocodiles sacrés, le site a une entrée flanquée de part et d'autre de deux béliers grandeur nature, le totem de son constructeur.
Le palais comprend aussi une chapelle, qui surplombe le caveau où est enterré Félix Houphouët-Boigny, dit « Le Vieux ».